# 三見地区
三見地区（さんみちく）は、山口県萩市西部に存在する地区である。

## 概要
かつて三見村が存在したが、1955年3月1日に、阿武郡三見村が萩市に編入されたため、同地区は萩市三見となった。旧三見村を構成していた範囲とほぼ一致する。
三見の中央は沖積層平野で、北面の海岸線は日本海に広がり、三方は山に囲まれている。農業と漁業が行われている自然豊かな地域である。

## 歴史

### 三見村
山口県阿武郡西部にかつて存在した村。1955年3月1日に、阿武郡大井村、見島村、六島村と共に萩市に編入され廃止した。

### 三見地区
1955年3月1日、阿武郡三見村が萩市に編入され三見地区となる。
1998年10月、萩市三見に位置する三見橋が国の有形文化財に登録される。

## 由来
よく作物の取れる場所であるという意味の「作美（さくみ）」が変化し、「三見」の由来となったという説が有力とされる。

## 施設
- 三見吉広のバクチノキ -  山口県の天然記念物[4]。
- 三見橋（通称：眼鏡橋） -  国登録有形文化財[3]。
- 萩市役所三見出張所 - 萩市役所の出張所[5]。
- 三見漁港 - 萩市三見浦に位置する船上げ場。イカ釣りが人気である[6]。
- 萩市立小中一貫教育校 三見小中学校 - 萩市三見に位置する小中学校[7]。
- 山口県道64号萩三隅線 - 山口県管轄の一般道路[8]。

## 交通

### 電車
- JR山陰本線三見駅[9]

### バス
- 防長交通バス 三見駅前バス停[10]
- 防長交通バス 三見市バス停[11]
- 防長交通バス 中山バス停[11]